# ایشخاناسار
ایشخاناسار (به ارمنی: Իշխանասար) یک سکونتگاه مسکونی در ارمنستان است که در استان سیونیک واقع شده‌است.  در  کیلومتری جنوب کاپان، مرکز استان سیونیک واقع شده است.

## خصوصیات
ایشخاناسار ۱۲٫۷۵ کیلومترمربع مساحت و ۲۹۴ نفر جمعیت دارد و در ارتفاع  متر بالاتر از سطح دریا قرار گرفته است.